# Lademoen (przystanek kolejowy)
Lademoen – kolejowy przystanek osobowy w Nedre Elvehavn, w okręgu Trøndelag w Norwegii, jest oddalony od Trondheim o 0,94 km. Leży 6 m n.p.m.

## Ruch pasażerski
Należy do linii Nordlandsbanen, Jest elementem kolei aglomeracyjnej w Trondheim i obsługuje lokalny ruch do Trondheim S i Steinkjer.  Pociągi odjeżdżają co pół godziny w godzinach szczytu i co godzinę poza szczytem.

## Nazwa
Do roku 1967 w obecnym miejscu była stacja kolejowa o nazwie Lademoen. Po zamknięciu pobliskiego zakładu stację przeniesiono do pobliskiego Lilleby. Po wybudowaniu w 2007 nowej stacji zmieniła nazwę na Nedre Elvehavn, co jednak nie spodobało się lokalnym politykom. Obecnie właściciel stacji NSB używa podwójnej nazwyLademoen/Nedre Elvhavn.

## Obsługa pasażerów
Wiata, parking dla rowerów zadaszony dla rowerów, przystanek autobusowy. Odprawa podróżnych odbywa się w pociągu.